# Воєнний Мефодій Федорович
Мефо́дій Воє́нний (1862 -?) — український державний діяч, селянин, депутат Державної думи II скликання від Київщини.

## Біографія
Українець. Селянин містечка Катеринопіль Звенигородського повіту, що на Київщині (нині це смт Звенигородського району Черкаської області).
Протягом одного року служив волосним суддею. Займався землеробством на наділі площею 9,5 десятини.
6 лютого 1907 обраний у Державну думу Російської імперії II скликання від виборчих зборів на Київщині. Увійшов до складу Трудової групи і фракції Селянського союзу, згодом перейшов до Української громади.
Брав участь в дебатах з питання про величину контингенту новобранців на призов 1907 року.
Подальша доля і дата смерті невідомі.